# Llengua llemosina
|  | Per a altres significats, vegeu «occità llemosí ». |

«Llemosí» va ser un terme que es va utilitzar a partir del segle xvi per a designar la llengua catalana, inspirant-se en el seu parentiu amb l'occità i referint-s'hi a través del nom d'un dels dialectes occitans, el de la regió nord-occitana de Llemotges. Al principi, al s. XVI, als regnes de València i de Mallorca la denominació designava el català arcaic i la llengua trobadoresca. Aquell mateix segle, al País Valencià, ja s'aplicà a la llengua contemporània. Al segle xix, quan Bonaventura Carles Aribau va escriure l'oda La Pàtria (1833), el terme fou acollit a les Illes Balears i, especialment, al País Valencià, on es va fer molt popular en els ambients de la Renaixença. Es va veure en el terme llemosí l'oportunitat d'una denominació unitària per a la llengua sense referències geogràfiques que provoquessin susceptibilitats. Però, a mitjan segle xix, els especialistes en literatura trobadoresca consideraren inadequada aquesta denominació i, el 1862, Marià Aguiló i Fuster reivindicà la recuperació del nom de «català» als Jocs Florals.
La denominació no sols es referí al suposat origen occità de la llengua, sinó que alguns dels partidaris del terme també hi incloïen l'occità, posant al mateix nivell dins del concepte comú de llemosí els dialectes parlats a Catalunya, els dialectes parlats al País Valencià, el mallorquí, menorquí i eivissenc amb els dialectes de l'occità.
L'origen de l'aplicació al català, i de vegades a l'occità, d'aquesta denominació es troba ja vers el 1200 en el primer tractat de retòrica trobadoresca i primera obra gramatical d'una llengua romànica, Razós de trobar, obra del català Ramon Vidal de Besalú, que hi aplica el nom de «lemosin» a tot l'occità, dins el qual molts han considerat que incloïa el català, en parlar «del nostre lengatge».
El 1220, el trobador occità Albertí de Sisteron encara posava Occitània del costat de Catalunya, terres que oposava a França, que les havia conquerides, però per a ell Llemotges («Limosin») era una regió més («Monges, cauzets: segon vostra ciensa, /qual valon mais, catalan o francés? / Et met deçai [de la banda de Catalunya] Gascuenha e Proença, / e Limosin, Alvernha e Vianés»).
Germà Colón, però, considera que l'aplicació de «llemosí» a tot l'occità és equivalent a l'ús del nom «provençal» per al mateix idioma (Jofre de Foixà fa referència a «cantar proençals» i Lluís d'Averçó a «proensalesch») i que en els dos casos l'aplicació del nom procedeix del país veí a l'àrea dialectal corresponent, França per al llemosí i Itàlia per al provençal. D'altra banda, la importància d'alguns trobadors llemosins, com Bertran de Born i Giraud de Bornelh, ajudà a la identificació de la llengua amb un dels seus dialectes.
La primera vegada que s'aplicà «llemosí» a l'edat moderna a la llengua de la poesia fou l'any 1502, a Mallorca, en el cartell d'un premi per a obres en «cobles lemosines» en honor de Ramon Llull.
I el primer cop que s'aplicà aquesta denominació a la llengua catalana medieval fou el 1521 («la llengua llemosina primera»), referint-se a la llengua de Ramon Llull, en l'edició del seu Llibre d'Evast e Blaquerna modernitzat i publicat per Joan Bonllavi. En aquest cas el nom era justificat perquè per a l'edició es compararen diversos manuscrits de l'obra i un era en llengua occitana. I el 1523 el nom ja s'aplicà a la versió modernitzada que s'havia d'imprimir d'Scala Dei de Francesc Eiximenis, l'original del qual ja era català. Finalment, el 1531 ja s'aplicà el nom «llengua llemosina» a la llengua catalana contemporània, a l'edició de l'Espill de Jaume Roig de Jaume Roig.
El 1646, 1736 i 1791, apareix encara a Mallorca referit a la llengua medieval de Ramon Llull, en sengles versions modernes, contra el valor que rebia al País Valencià de llengua moderna.
La Reial Cèdula d'Aranjuez de 1768, dictada per Carles III d'Espanya anomenà «lengua lemosina» a la catalana a l'hora de prohibir-ne l'ús als jutjats i a les escoles.
La romanística durant el segle xix i XX va anar desmuntant la identitat entre occità i català i el terme «llemosí» caigué en desús per la seua inexactitud històrica, filològica i per motius ideològics. Fora de les universitats, Gaspar M. de Jovellanos, des de l'exili a Mallorca, a principi del s. XIX, ja havia anunciat que prest es tornaria a dir «català». El 1855, el menorquí Josep Maria Quadrado criticà l'ús del nom «llemosí». El seguiren els catalans Manuel Milà i Fontanals, principal especialista en la literatura trobadoresca (1858) i el gramàtic Antoni de Bofarull (1864). Mentrestant, el valencià Vicent Wenceslau Querol i Campos titulà una obra seva Rimes catalanes (1877) i el mallorquí Jeroni Rosselló, una altra, Poetes balears. Setgle XIX. Poesies d'autors vivents escrites en català (1873). Marcelino Menéndez Pelayo, que havia usat el nom de llemosí, el 1889 defensà el de català.